# Argenbühl
Argenbühl – gmina w Niemczech, w kraju związkowym Badenia-Wirtembergia, w rejencji Tybinga, w regionie Bodensee-Oberschwaben, w powiecie Ravensburg. Leży w regionie Allgäu. Siedziba gminy mieści się w Eisenharz.

## Geografia
Gmina znajduje się pomiędzy Wangen im Allgäu na zachodzie, a Isny im Allgäu na wschodzie. Przez jej teren przepływają rzeki: Untere Argen oraz Obere Argen (stanowiąc częściowo naturalną granicę pomiędzy Badenią-Wirtembergią a Bawarią).

## Dzielnice
- Christazhofen
- Eglofs
- Eisenharz
- Göttlishofen
- Ratzenried
- Siggen

## Historia
Gmina powstała w 1972 z połączenia gmin Christazhofen, Eglofs, Eisenharz, Göttlishofen, Ratzenried oraz Siggen. Nazwa Argenbühl jest połączeniem słów Argen i Bühl.

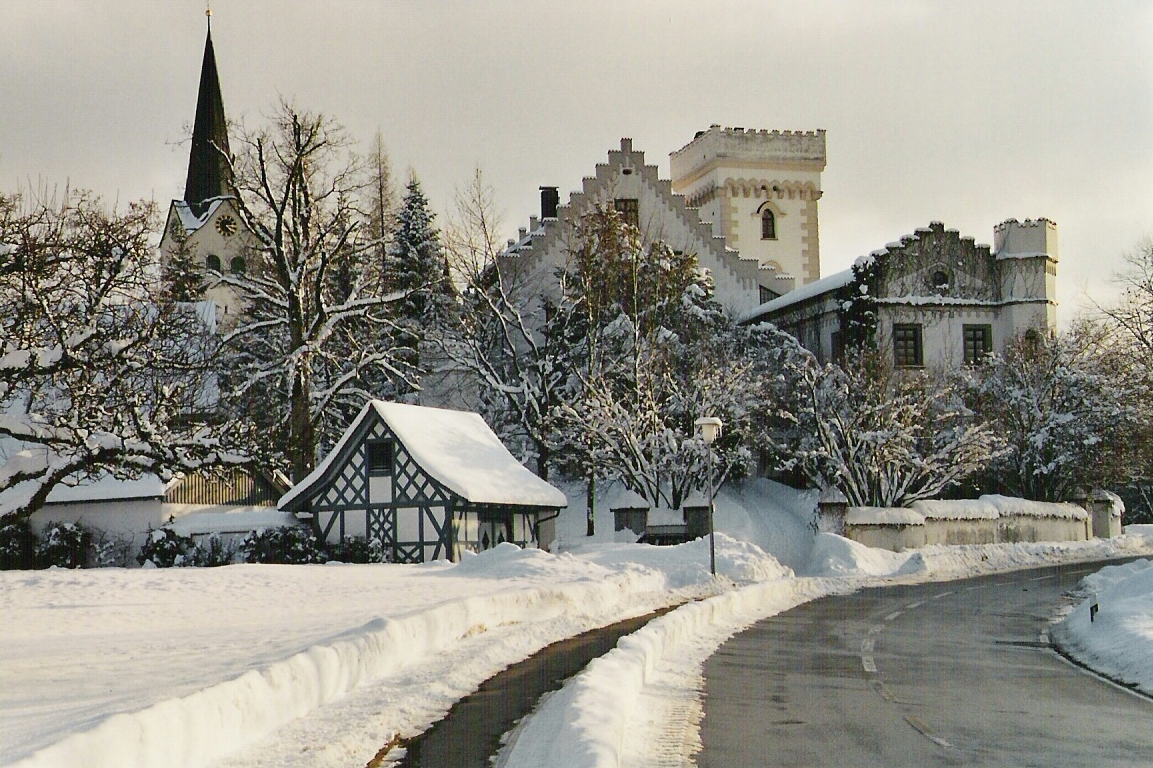
Zamek Ratzenried

## Współpraca
Miejscowości partnerskie:
- Berbisdorf – dzielnica Radeburga, Saksonia
- Capannoli, Włochy
- Cieszanów, Polska

## Zabytki
- zamek Ratzenried
- barokowy kościół w dzielnicy Eglofs leżący przy Górnoszwabskiej Drodze Barokowej Oberschwäbische Barockstraße.